# Puerto de Taipéi
El Puerto de Taipéi (en chino: 台北港) es el más reciente puerto internacional de Taiwán. Se encuentra en el distrito Bali de la Ciudad de Nueva Taipéi. Inversionistas públicos y privados han estado cooperando en la construcción de la Fase II desde julio de 1996. La Fase II utiliza una superficie de agua de 2.833 hectáreas y el área de tierra tiene 269 hectáreas para un total de 3.102 hectáreas. Las estimaciones prevén volúmenes anuales para esa fecha de 4.000.000 TEU, superando el volumen actual del Puerto de Keelung. 